# Берибак, Игор
Игор Берибак (словен. Igor Beribak; род. 18 мая 1964, Любляна) — югославский и словенский хоккейный защитник и тренер.

## Биография
Воспитанник школы клуба «Олимпия» (Любляна). Выступал за клубы «Олимпия» (Любляна), «Црвена звезда» (Белград), «Медвешчак» (Загреб), «Славия» (Любляна).
В составе национальной сборной Югославии участник зимних Олимпийских игр 1984, участник чемпионата мира 1987 (группа C). В составе национальной сборной Словении участник чемпионатов мира 1993 (группа C), 1994 (группа C), 1996 (группа C), 1997 (группа C), 1999 (группа B), 2001 (дивизион I) и 2002.
Чемпион Словении (1995, 1996, 1997, 1998, 1999, 2000, 2001, 2002).
После завершения игровой карьеры работал главным тренером юниорской сборной Словении.